# Dálnice A4 (Rakousko)
Dálnice A4, někdy nazývána jako Východní dálnice (německy Autobahn A4 nebo Ost Autobahn), je 66 kilometrů dlouhá rakouská dálnice. Začíná ve Vídni, vede kolem mezinárodního letiště Vídeň-Schwechat a pokračuje jihovýchodním směrem k maďarským hranicím, kde se napojuje na dálnici M1.
Její výstavba byla zahájena v 70. letech 20. stoletím, jako první byl 24. května 1978 otevřen v půlprofilu úsek Wien-Prater – Wien-Simmeringer Lände. Jako poslední byl otevřen úsek mezi Neusiedlem a Nickelsdorfem dne 28. října 1994.

## Dálniční křižovatky
- Wien-Prater (km 1) – dálnice A23 (E59)
- Schwechat (km 8) – rychlostní silnice S1 (E60)
- Bruckneudorf (km 38) – dálnice A6 (E58)